# Alec Bennett
Alec Bennett (1897-1973) was een Iers-Canadees motorcoureur. In de jaren twintig nam hij aan slechts 29 wedstrijden deel, maar hij won er daarvan 13, waaronder vijfmaal de Isle of Man TT, viermaal de Grand Prix van Frankrijk en tweemaal de Grand Prix van België.

Alec Bennett werd geboren in Ulster, maar emigreerde met zijn ouders naar Canada. In 1914, bij het uitbreken van de Eerste Wereldoorlog, keerde hij terug naar het Verenigd Koninkrijk toen hij zich aanmeldde als lid van de Canadian Expeditionary Force. Hij diende als motorordonnans en gevechtspiloot bij het Royal Flying Corps. Na de oorlog ging hij terug naar Canada, waar hij in British Columbia zijn eerste race-ervaringen opdeed in de "Half Mile" dirttrackrace. 

## Sunbeam
In 1921 ging hij weer naar het Verenigd Koninkrijk om testrijder en fabriekscoureur te worden bij Sunbeam. Al in zijn eerste jaar ging hij vanaf de vierde ronde aan de leiding van de Senior TT (500 cc). Dat was een opmerkelijke prestatie want Britse rijders waren daar enorm in het voordeel omdat ze de 60 km lange Snaefell Mountain Course op hun duimpje kenden, terwijl het voor Bennett nieuw was. Tijdens de race kreeg hij mechanische pech, en zakte daardoor uiteindelijk terug naar de vierde plaats. In 1922 won hij de race met zeven minuten voorsprong op Walter Brandish met een Triumph. Het was de laatste overwinning op Man met een zijklepmotor. Bennett won in dat jaar ook nog de Grand Prix van Frankrijk in Straatsburg.

## Douglas
In 1923 stapte hij over naar Douglas. Een ongelukkige stap, want zijn beste prestatie was een tiende plaats in de verregende TT. Zijn teamgenoot Tom Sheard won de Senior TT en Freddie Dixon (een alleskunner op solo- en zijspanmotoren) won met Douglas de zijspanklasse. 

## Norton
Grand Prixs waren in die tijd dun gezaaid, vergeleken met de vele wedstrijden van tegenwoordig. Elke overwinning in een van die wedstrijden was daarom enorm belangrijk. De Isle of Man TT was veruit de belangrijkste, gevolgd door de Grand Prixs van Frankrijk en België. Er was ook nog geen samenhangend programma van wedstrijden die gezamenlijk een titel op konden leveren. De Fédération Internationale des Clubs Motocyclistes stond onder druk om iets van een Europese titel in het leven te roepen, en had daarom al in 1922 de Grand Prix des Nations op poten gezet, die werd gereden op het Autodromo Nazionale in Monza. In 1924 werd voor het eerst een Europees kampioenschap georganiseerd. Tegen de zin van veel nationale bonden werd de titel nog steeds niet bepaald door een aantal opgetelde resultaten in verschillende Grand Prixs. Het werd een eendagsrace, de Grand Prix des Nations in Monza. Bennett was intussen als privérijder overgestapt op een Norton met kopkleppen en was het hele seizoen onklopbaar geweest, met overwinningen in Man, Frankrijk en België. Uitgerekend de Europese titel ging aan zijn neus voorbij, want Guido Mentasti won de wedstrijd met een Moto Guzzi C4V. Als privérijder kon hij zelf zaken doen met leveranciers van onderdelen, olie, benzine enz. Bovendien kon hij deelnemen aan zoveel races als hij zelf wilde. In 1925 leidde hij de Senior TT. Door een val bij Governor's Bridge beschadigde hij zijn motorfiets en viel hij terug naar de zesde plaats, maar hij finishte als derde. 

## Velocette en Norton
In 1926 won Alec Bennett met een 350 cc Velocette de Junior TT (de eerste overwinning in de TT met een OHC motor) met 10 minuten en 25 seconden voorsprong. Dat maakte zijn uitvallen in de Senior TT op de vrijdag ervoor een beetje goed. In 1927 had Norton inmiddels ook een bovenliggende nokkenas en Bennett won met een dergelijke machine de Senior TT.

## Laatste wedstrijden
Bennett stond bekend als een beheerste rijder, die zijn machines spaarde. Dat moest hij als privérijder ook wel. Het bleek weer in de Junior TT van 1928, toen hij vrij rustig begon, maar uiteindelijk toch weer won met zijn Velocette. In 1929 startte hij alleen nog in de TT, in de Junior met een Velocette en in de Senior met een Sunbeam. In de Senior werd hij tweede en in de Junior derde.

## Einde carrière
Alec Bennett had het geld dat hij in de eerste jaren verdiende gespaard om in 1924 een motorzaak in Southampton te openen. Aan het einde van de jaren twintig moest hij meer aandacht aan zijn eigen zaak besteden en in 1928 beëindigde hij zijn racecarrière. In 1932 liet hij zich nog één keer verleiden om aan de Junior TT deel te nemen met een Velocette.

## Isle of Man TT resultaten
| Jaar | Klasse               | Team  | Motorfiets                  | Plaats |                                           | Winnaar |
| ---- | -------------------- | ----- | --------------------------- | ------ | ----------------------------------------- | ------- |
| 1921 | Senior TT            | Privé | Sporting Solo Sunbeam TT    | 4e     | Howard Davies, AJS TT Model               |         |
| 1922 | Senior TT            | Privé | Sunbeam Longstroke TT 3½ HP | 1e     | Alec Bennett, Sunbeam Longstroke TT 3½ HP |         |
| 1923 | Junior TT            | Privé | Douglas RW 24               | DNF    | Stanley Woods, Cotton Model One           |         |
| 1923 | Senior TT            | Privé | Douglas RA 23               | 10e    | Tom Sheard, Douglas RA 23                 |         |
| 1924 | Ultra-Lightweight TT | Privé | Diamond-Villiers            | 9e     | Jock Porter, New Gerrard-Blackburne       |         |
| 1924 | Senior TT            | Privé | Norton Model 18             | 1e     | Alec Bennett, Norton Model 18             |         |
| 1925 | Senior TT            | Privé | Norton Model 18             | 3e     | Howard Davies, HRD-JAP                    |         |
| 1926 | Junior TT            | Privé | Velocette KSS Mk I          | 1e     | Alec Bennett, Velocette KSS Mk I          |         |
| 1926 | Senior TT            | Privé | Norton Model 18             | DNF    | Stanley Woods, Norton Model 18            |         |
| 1927 | Lightweight TT       | Privé | OK Supreme-JAP              | DNF    | Wal Handley, Rex-ACME-Blackburne          |         |
| 1927 | Junior TT            | Privé | Velocette KSS Mk I          | DNF    | Freddie Dixon, HRD-JAP                    |         |
| 1927 | Senior TT            | Privé | Norton CS1                  | 1e     | Alec Bennett, Norton CS1                  |         |
| 1928 | Lightweight TT       | Privé | OK Supreme-JAP              | DNF    | Frank Longman, OK Supreme-JAP             |         |
| 1928 | Junior TT            | Privé | Velocette KSS Mk I          | 1e     | Alec Bennett, Velocette KSS Mk I          |         |
| 1928 | Senior TT            | Privé | Norton CS1                  | DNF    | Charlie Dodson, Sunbeam Model 90          |         |
| 1929 | Junior TT            | Privé | Velocette KTT Mk I          | 3e     | Freddie Hicks, Velocette KTT Mk I         |         |
| 1929 | Senior TT            | Privé | Sunbeam Model 90            | 2e     | Charlie Dodson, Sunbeam Model 90          |         |
| 1932 | Junior TT            | Privé | Velocette KTT Mk III        | 7e     | Stanley Woods, Norton CJ1                 |         |